# Golden Globe-galan 2011
Den 68:e upplagan av Golden Globe Awards, som belönade insatser inom TV och film från 2010, sändes från Beverly Hilton Hotel i Beverly Hills, Kalifornien den 16 januari 2011 av NBC. Programledare var Ricky Gervais.

## Vinnare och nominerade
Vinnarna listas i fetstil.

### Filmer
| Bästa film - drama | Bästa film - musikal eller komedi |
| --- | --- |
| - Social Network - Inception - Black Swan - The Fighter - The King's Speech | - The Kids Are All Right - Alice i Underlandet - Burlesque - RED - The Tourist |
| Bästa manliga huvudroll - drama | Bästa kvinnliga huvudroll - drama |
| - Colin Firth – The King's Speech - Jesse Eisenberg – Social Network - James Franco – 127 timmar - Ryan Gosling – Blue Valentine - Mark Wahlberg – The Fighter | - Natalie Portman – Black Swan - Halle Berry – Frankie & Alice - Nicole Kidman – Rabbit Hole - Jennifer Lawrence – Winter's Bone - Michelle Williams – Blue Valentine                                           |
| Bästa manliga huvudroll - musikal eller komedi | Bästa kvinnliga huvudroll - musikal eller komedi |
| - Paul Giamatti – Barneys många liv - Johnny Depp – The Tourist - Johnny Depp – Alice i Underlandet - Jake Gyllenhaal – Love and Other Drugs - Kevin Spacey – Casino Jack | - Annette Bening – The Kids Are All Right - Anne Hathaway – Love and Other Drugs - Angelina Jolie – The Tourist - Julianne Moore – The Kids Are All Right - Emma Stone – Easy A                                 |
| Bästa manliga biroll | Bästa kvinnliga biroll |
| - Christian Bale – The Fighter - Michael Douglas – Wall Street: Money Never Sleeps - Andrew Garfield – Social Network - Jeremy Renner – The Town - Geoffrey Rush – The King's Speech | - Melissa Leo – The Fighter - Amy Adams – The Fighter - Helena Bonham Carter – The King's Speech - Mila Kunis – Black Swan - Jacki Weaver – Animal Kingdom                                                      |
| Bästa regi | Bästa manus |
| - David Fincher – Social Network - Darren Aronofsky – Black Swan - Tom Hooper – The King's Speech - Christopher Nolan – Inception - David O. Russell – The Fighter | - Social Network – Aaron Sorkin - 127 timmar – Danny Boyle och Simon Beaufoy - Inception – Christopher Nolan - The Kids Are All Right – Stuart Blumberg och Lisa Cholodenko - The King's Speech – David Seidler |
| Bästa sång | Bästa musik |
| - "You Haven't Seen The Last of Me" (Diane Warren) – Burlesque - "Bound to You" (Christina Aguilera, Sia Furler och Samuel Dixon) – Burlesque - "There's a Place for Us" (David Hodges, Carrie Underwood och Hillary Lindsey) – Berättelsen om Narnia: Kung Caspian och skeppet Gryningen - "Coming Home" (Bob DiPiero, Tom Douglas, Hillary Lindsey och Troy Verges) – Country Strong - "I See the Light" (Alan Menken och Glenn Slater) – Trassel | - Social Network – Trent Reznor och Atticus Ross - 127 timmar – A.R. Rahman - Alice i Underlandet – Danny Elfman - Inception – Hans Zimmer - The King's Speech – Alexandre Desplat                              |
| Bästa animerade film | Bästa utländska film |
| - Toy Story 3 - Dumma mej - Draktränaren - Illusionisten - Trassel | - Hämnden (Danmark) - Biutiful (Mexiko) - Kärlek på italienska (Italien) - Konserten (Frankrike) - Kray (Ryssland)                                                                                              |

### Television
| Bästa TV-serie - drama | Bästa TV-serie - musikal eller komedi |
| --- | --- |
| - Boardwalk Empire - Dexter - The Good Wife - Mad Men - The Walking Dead | - Glee - The Big Bang Theory - The Big C - Modern Family - Nurse Jackie - 30 Rock                                                                            |
| Bästa manliga huvudroll i en TV-serie - drama | Bästa kvinnliga huvudroll i en TV-serie - drama |
| - Steve Buscemi – Boardwalk Empire - Bryan Cranston – Breaking Bad - Michael C. Hall – Dexter - Jon Hamm – Mad Men - Hugh Laurie – House                                     | - Katey Sagal – Sons of Anarchy - Julianna Margulies – The Good Wife - Elisabeth Moss – Mad Men - Piper Perabo – Covert Affairs - Kyra Sedgwick – The Closer |
| Bästa manliga huvudroll i en TV-serie - musikal eller komedi | Bästa kvinnliga huvudroll i en TV-serie - musikal eller komedi                                                                                               |
| - Jim Parsons – The Big Bang Theory - Alec Baldwin – 30 Rock - Steve Carell – The Office - Thomas Jane – Hung - Matthew Morrison – Glee                                      | - Laura Linney – The Big C - Toni Collette – United States of Tara - Edie Falco – Nurse Jackie - Tina Fey – 30 Rock - Lea Michele – Glee                     |
| Bästa manliga huvudroll i en miniserie eller TV-film | Bästa kvinnliga huvudroll i en miniserie eller TV-film |
| - Al Pacino – Historien om Doktor Död - Idris Elba – Luther - Ian McShane – Svärdet och spiran - Dennis Quaid – The Special Relationship - Édgar Ramírez – Carlos the Jackal | - Claire Danes – Temple Grandin - Hayley Atwell – Svärdet och spiran - Judi Dench – Cranford - Romola Garai – Emma - Jennifer Love Hewitt – The Client List  |
| Bästa manliga biroll i en TV-serie, miniserie eller TV-film | Bästa kvinnliga biroll i en TV-serie, miniserie eller TV-film                                                                                                |
| - Chris Colfer – Glee - Scott Caan – Hawaii Five-0 - Chris Noth – The Good Wife - Eric Stonestreet – Modern Family - David Strathairn – Temple Grandin                       | - Jane Lynch – Glee - Hope Davis – The Special Relationship - Kelly Macdonald – Boardwalk Empire - Julia Stiles – Dexter - Sofía Vergara – Modern Family     |
| Bästa miniserie eller TV-film | |
| - Carlos the Jackal - Temple Grandin - Historien om Doktor Död - The Pacific - Svärdet och spiran                                                                            | |

### Cecil B. DeMille Award
- Robert De Niro